# Samuel Mohilever

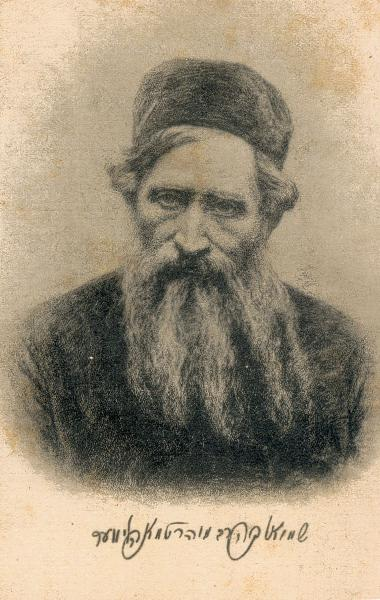
Samuel Mohilever

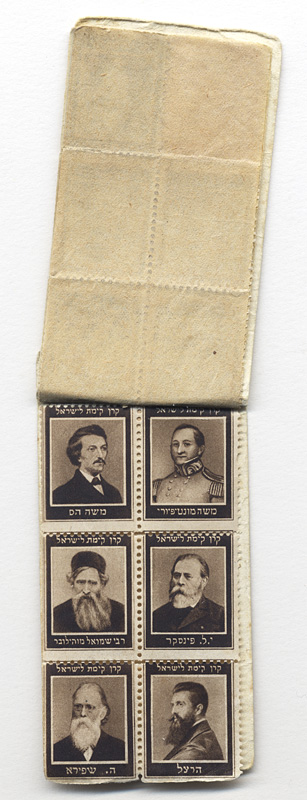
Briefmarken mit beschrifteten Porträts, inklusive Samuel Mohilever, ca. 1916. In der Sammlung des Jüdischen Museums der Schweiz.

Samuel Mohilever (auch: Schmuel / Shmuel Mohilever / Mohilewer; geboren am 25. April 1824 in Hlybokaje in der Nähe von Wilna; gestorben am 10. Juni 1898 in Białystok) war polnischer Rabbiner, Gründer von Rechowot, einer der Gründer der Choveve Zion und der eigentliche Begründer des religiösen Zionismus.

## Leben und Wirken

### Frühes Leben, Tätigkeit als Rabbiner
Samuel Mohilever stammte aus einer Rabbinerfamilie und wurde selbst auch Rabbiner. Seine Ordination erhielt er 1842 in der Jeschiwa von Woloschin in Belarus und amtierte bis zu seinem Tode als Rabbiner an wechselnden Orten (Hluboka 1848–1856, Szaki 1856–1860, Suwalki 1860–1868, Radom 1868–1883, Białystok 1883–1898).
Er war getrieben von der Idee, eine möglichst große Anzahl von Juden in Palästina anzusiedeln, und wurde daher früh Mitglied der sich in Russland bildenden palästinophilen Kreise, sodann Gründer des auf der jüdischen Religion fußenden Zionismus. Seine Lebensaufgabe sollte es werden, die Massenansiedlung von Juden in Palästina religionskonform zu begründen und zu fördern.

### Förderer der jüdischen Palästinakolonisation
1870 war er einer der Rabbiner, die sich mit Führern der Maskilim trafen, um die gegensätzlichen Positionen zu harmonisieren. 1875, anlässlich der Feier des 90. Geburtstages von Sir Moses Montefiore, erklärte er sich bereits öffentlich als Anhänger der jüdischen Palästinakolonisation. Im Jahre 1882 gründete er die erste Choveve Zion-Gruppierung in Warschau und unternahm – nochmals dann 1886 – Reisen nach Europa, um weitere Anhänger für die Bewegung zu gewinnen.
Mohilever nahm auch – unterstützt von Zadoc Kahn (1839–1905; seit 1889 der Oberrabbiner Frankreichs) und M. Erlanger in Paris – Einfluss auf Baron de Rothschild, die frühen Siedlungen in Eretz Israel, die vor dem finanziellen Ruin standen, zu unterstützen. Dies gilt vor allem für Ekron (jetzt: Kiryat Ekron), das jüdischen Bauern aus Russland eine neue Heimat bieten sollte. Er agitierte auch unter den Juden in Białystok – wo er seit 1883 Rabbiner war –, sich in Petach Tikwah niederzulassen. Mohilever appellierte an das moralische Gewissen eines jeden Juden, „die Ehre der Nation höher zu stellen als den persönlichen Vorteil“.
1890 leitete er eine Gruppenreise von Religiösen zur Inspektion der Kolonien im Heiligen Land. An dieser Reise nahm unter anderem auch der aus Białystok stammende Arzt Josef Chasanowitsch teil, der im Jahre 1896 durch seine umfangreiche Bücherwidmung von 32.000 Bänden die Basis für die Nationalbibliothek Jerusalems legte. Bestärkt durch die positiven Eindrücke vor Ort, entwarf Mohilever 1893 das Konzept für ein Merkaz Ruchani (hebräisch für: geistiges Zentrum), ein spirituelles Zentrum, aus dem dann die Bewegung des religiösen Zionismus, Misrachi, hervorging, die dann später vor allem durch Meir Bar-Ilan zu einer schlagkräftigen Organisation ausgebaut wurde und deren Nachfolger bis heute eine bedeutende Rolle in der politischen Landschaft des Staates Israel spielen.

### Förderer des religiösen Zionismus

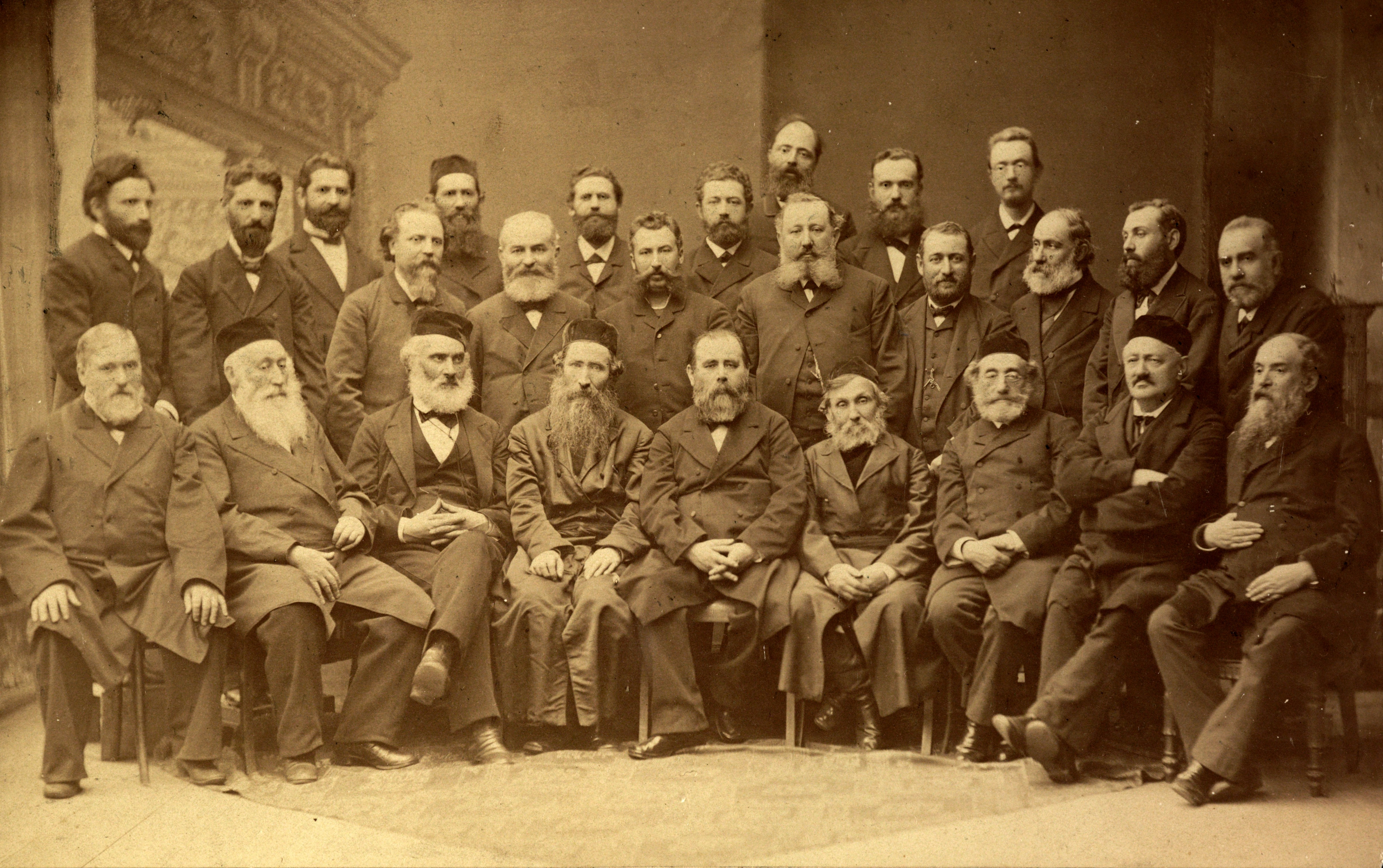
Teilnehmer der Kattowitzer Konferenz 1884. In der Mitte der ersten Reihe Rabbi Samuel Mohilever und Leo Pinsker

Mohilever gehörte der Zionistischen Weltorganisation an, und obwohl er aus gesundheitlichen Gründen nicht am ersten Zionistenkongress in Basel teilnehmen konnte, war er als Führer der russischen Zionisten von großem Einfluss und hatte eine Grußbotschaft in Hebräisch geschickt, gespickt mit praktischen Ratschlägen.

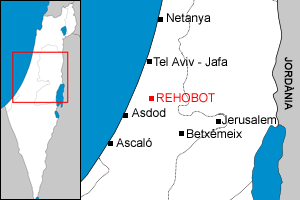
Lage von Rechowot im heutigen Israel. Die damalige Siedlung und heutige Stadt mit über 100.000 Einwohnern wurde in den 1890er-Jahren von Samuel Mohilever gegründet.

Seine zionistischen Bemühungen wurden durch die Pogrome in Osteuropa und Russland noch verstärkt, er suchte unermüdlich ein allgemeines Bewusstsein unter den Flüchtlingen sowie unter den möglichen Geldgebern dafür zu schaffen, dass die jüdische Massenansiedlung in Palästina die Lösung des Problems der jüdischen Frage darstelle. Mit Hilfe wohlhabender russischer Zionisten konnte er auch große Landpartien (1.556 acres) in der Nähe von Jaffa kaufen und wurde zum Gründer von Rechowot (auch Rehovot, Rehobot).
Was als Chibbat Zion begann, entwickelte sich folgerichtig weiter zur Mizrachi-Bewegung, die sich 1902, vier Jahre nach Mohilevers Tod, der Zionistischen Weltorganisation anschloss. Als andere religiöse Führer den Choveve Zion ihre Unterstützung wegen des Kontaktes zu den Maskilim versagten, nahm Mohilever eine andere Haltung ein: Er bestärkte Pinsker und Lilienblum, die zu einer Bündelung der Kräfte der zahlreichen Ortsgruppen der Choveve Zion drängten. Dies führte dann zur Kattowitzer Konferenz 1884, deren Ehrenpräsident er war. Er führte auch den Vorsitz der Konferenzen von 1887 und 1889.
Unter Mohilevers Ägide wurde ein Rabbinerkomitee gewählt, das eine Adaptation der religiösen Vorschriften auf die konkrete Situation bei der Besiedlung Eretz Israels sicherstellen sollte. Er erlaubte beispielsweise den jüdischen Bauern mehrfach, ihr Land auch während des Sabbatjahres zu bearbeiten.
Mohilever und seine Anhänger (unter ihnen z. B. Isaak Jakob Reines) setzten ihre Arbeit vor allem unter den orthodoxen Juden fort, und so wurde Mizrachi der wichtigste Pfeiler des religiösen Zionismus.

### Spätes Leben
In Anerkennung seiner Verdienste wurde anlässlich seines 70. Geburtstages in der Nähe von Chadera ein Obstgarten angelegt, der Gan Schmuel genannt wurde. Aus diesem Garten entwickelte sich 1913 der gleichnamige Kibbuz.
In seinem letzten Brief, den er den russischen Juden einen Tag vor seinem Tod schrieb und der als sein Vermächtnis gilt, drängte er sie, auch weiterhin um ein vertieftes Verständnis des Gebots der Palästina-Ansiedlung zu ringen. Diese Mitzwa war für ihn „die Existenzgrundlage unseres Volkes“.
Sein Enkel, Josef Mohilever, folgte den Spuren seines Großvaters. Er erhielt eine traditionell jüdische sowie zionistische Erziehung, wurde auch aktiver Zionist und ebenso Rabbiner. Er übersiedelte 1920 nach Palästina und wurde Direktor des Lehrerseminars und eines hebräischen Gymnasiums in Jerusalem.